# 岡本克己
岡本 克己（おかもと かつみ、1930年2月3日 - 2002年4月11日）は日本の脚本家。作家。エッセイスト。大学卒業後放送局と契約し、ラジオドラマの脚本や番組の企画に携わる。その後は数多くのテレビドラマの脚本を執筆し、1980年代からは主に2時間サスペンスの脚本を多く手掛けた。作詞家の岡本おさみは実弟。

## 略歴
鳥取県米子市に生まれる。1953年、早稲田大学卒業時に早稲田大学坪内博士記念演劇博物館の戯曲募集で自作「木枯」が入選する。1954年から5年間ニッポン放送と契約し、番組の構成やラジオドラマの脚本を手掛け、1959年にフジテレビ開局前の試験放送ドラマ『億万長者』でテレビドラマの脚本家としてデビューする。その後は時代劇やホームドラマなどの脚本を執筆し、1969年、脚本を手掛けた『走れ玩具』が芸術祭優秀賞を受賞。1970年と1971年に東映配給のアニメーション映画『海底3万マイル』、『魔法のマコちゃん』の脚本を手掛ける。1972年には、毎日放送で放送されたテレビドラマ『絆』(きずな)で再び芸術祭優秀賞を受賞した。
1980年代以降は『牟田刑事官事件ファイルシリーズ』、『浅見光彦ミステリー』『森村誠一の終着駅シリーズ』など、主に2時間ドラマの脚本を数多く手掛けた。存命中は日本脚本家連盟理事長を務め、日本映画製作者連盟にも所属していた。
また、初めて小説として書き下ろしドラマ化された『幸福の断章』や『愛と喝采と』などの著作があり、ほかに劇団テアトル・エコーが出演した舞台の脚本なども手掛けている。

## 主な脚本

### テレビドラマ
- 1959年 - 『億万長者』（フジテレビ）※開局前の試験放送
- 1960年 - 『般若』（フジテレビ）
- 1962年 - 『雪山に来た男』（フジテレビ）
- 1963年 - 『東京・赤坂・六本木』（NET・現テレビ朝日）
- 1964年 - 『特命諜報207』（NET）
- 1964年 - 『風来物語』（NET）
- 1965年 - テレビ指定席『駅』（NHK）※アラブ連合国際テレビ祭優秀賞
- 1966年 - 『ある勇気の記録』（NET）
- 1966年 - NHK劇場『20才』（NHK）
- 1967年 - 『こんにちは結婚』（日本テレビ）
- 1967年 - 『愛と哀しみの時』（日本テレビ）
- 1968年 - トヨタサスペンス劇場『われら弁護士』（日本テレビ）
- 1968年 - NHK劇場『とんころの歌』（NHK）
- 1969年 - 『銭形平次』（フジテレビ）
- 1969年 - 『走れ玩具』（NHK）※第24回芸術祭優秀賞、第9回日本テレフィルム技術賞
- 1970年 - 『青春太閤記 いまにみておれ!』（日本テレビ）
- 1971年 - 『花は花よめ』（日本テレビ）
- 1971年 - 『夫婦学校』（日本テレビ）
- 1972年 - 『絆』（毎日放送）※第27回芸術祭優秀賞
- 1973年 - 『子連れ狼』（日本テレビ）
- 1973年 - 『さよなら・今日は』（日本テレビ）※開局20周年記念番組
- 1974年 - 水曜ドラマ『帽子とひまわり』（NHK）
- 1975年 - 『十手無用 九丁堀事件帖』（日本テレビ）
- 1975年 - 『青銅の花びら』（毎日放送）
- 1975年 - 『花吹雪はしご一家』（TBSテレビ）
- 1976年 - 『いろはの"い"』（日本テレビ）
- 1977年 - 『新・必殺仕置人』（朝日放送テレビ）
- 1977年 - 横溝正史シリーズ『三つ首塔』（TBSテレビ）
- 1978年 - 『ゆうひが丘の総理大臣』（日本テレビ）
- 1978年 - 『幸福の断章』（毎日放送）
- 1979年 - 『愛と喝采と』（TBSテレビ）
- 1979年 - 『冬の花火 わたしの太宰治』（TBSテレビ）
- 1979年 - 『3年B組金八先生』（TBSテレビ）
- 1980年 - 東芝日曜劇場『私の好きな卑弥呼（邪馬台よかたい）』（RKB毎日放送）
- 1981年 - 『気になる天使たち』（フジテレビ）
- 1981年 - 木曜座『虹色の森』（毎日放送）
- 1982年 - ザ・サスペンス『時間の習俗』（TBSテレビ）
- 1983年 - 『ことしの牡丹はよいぼたん』（フジテレビ）
- 1983年 - ドラマ人間模様『まあええわいな』（NHK）
- 1983年 - ザ・サスペンス『遠野殺人事件』（TBSテレビ）
- 1984年 - ニュードキュメンタリードラマ昭和 松本清張事件にせまる『人間失格 太宰治』（テレビ朝日）
- 1984年 - 『わたしの姑ばなれ』（東海テレビ）
- 1985年 - 『刑事物語'85』（日本テレビ）
- 1985年 - 月曜ワイド劇場『今、いじめが爆発する!』（テレビ朝日）
- 1986年 - 『ふれ愛』（東海テレビ）
- 1986年 - ドラマ・女の手記『女子刑務官物語』（テレビ東京）
- 1987年 - 『五瓣の椿』（テレビ朝日）
- 1987年 - 名探偵・金田一耕助シリーズ『香水心中』（TBSテレビ）
- 1988年 - 『春の砂漠』（日本テレビ）
- 1988年 - 名探偵・金田一耕助シリーズ『殺人鬼』（TBSテレビ）
- 1989年 - 男と女のミステリー『海道・霧多布の女 虹の殺人海溝』（フジテレビ）
- 1990年 - 木曜ゴールデンドラマ『妻に捧げる』（日本テレビ）
- 1991年 - 木曜ゴールデンドラマ『この子は誰!?』（日本テレビ）
- 1994年 - 『麻酔』（よみうりテレビ）※讀賣テレビ年間優秀番組賞
- 1995年 - 高橋英樹特選時代劇『お助け信兵衛 人情子守唄』（日本テレビ）
- 1998年 - 『遠山の金さんVS女ねずみ(2)』（テレビ朝日）
- 1998年 - 『新選組血風録』（テレビ朝日）
- 2001年 - 女と愛とミステリー『夏樹静子サスペンス・目撃～ある愛のはじまり～』（BSジャパン）
- 2001年 - 女と愛とミステリー『内田康夫サスペンス・和泉教授夫妻シリーズ(1) 釧路湿原殺人事件』（BSジャパン）
- 2002年 - 月曜ミステリー劇場『内田康夫サスペンス・萩原朔太郎の亡霊』（TBSテレビ）
- 2002年 - 女と愛とミステリー『内田康夫サスペンス・和泉教授夫婦シリーズ(2) 湯布院殺人事件』（BSジャパン）

月曜ワイド劇場（テレビ朝日）
- 1985年 - 特別企画『燃えて尽きたし』
- 1986年 - 『出社拒否症になった夫』

火曜サスペンス劇場（日本テレビ）
- 1982年 - 『黒いカーテン』
- 1985年 - 『哀しき誘拐』
- 『浅見光彦ミステリー』（1987年 - 1990年放送分まで通算8作）
- 1989年 - 『吉備路殺人事件』
- 『朝比奈周平ミステリー』（1991年 - 1992年放送分まで通算4作）
- 『地方記者・立花陽介』（1993年 - 2002年放送分まで通算18作）
- 2000年 - 『逆転有罪』

土曜ワイド劇場（テレビ朝日）
- 1980年 - 『女弁護士 朝吹里矢子』
- 『森村誠一の終着駅シリーズ』（1990年 - 2003年放送分まで通算15作）
- 1992年 - 『夜の街殺人事件(1)・銀座～水上温泉、湯けむりに消えた女』
- 1992年 - 『タクシードライバーの推理日誌(1)』
- 『牟田刑事官事件ファイル』（1993年 - 2001年放送分まで通算12作）
- 1994年 - 『森村誠一サスペンス・不信』
- 1995年 - 『高橋英樹の船長シリーズ(7)瀬戸内・潮騒の女』
- 1997年 - 20周年特別企画『捜査検事 千草泰輔・不安な産声』
- 2000年 - 『行きずりの街・名門女子学園スキャンダル』

## 舞台
- 『一度は行ってみたい地獄』劇団テアトル・エコー（1979年）
- 狂言『楢山節考』深沢七郎原作・野村万作演出（2015年上演[8]）

## 映画

### アニメーション
- 1970年 - 『海底3万マイル』（東映配給）
- 1971年 - 『魔法のマコちゃん』（東映配給）

## 作詞
- ザ・ピーナッツ「云えなかったの」（KING RECORDS・1963年[9]）- 後に奥村チヨがカバー[10]。

## 著作
- 『幸福の断章』三笠書房（1978年）
- 『愛と喝采と』三笠書房（1979年）
- 『岡本克己放送作品自選集』三笠書房（1980年）
- 『セレクテッド・ラブ・ストーリーズ』 開文社出版（1990年）
- 『現代テレビドラマ作劇法　実感的研究・三十項』映人社（1993年）

## 参考資料
- 岡本克己『現代テレビドラマ作劇法』映人社、1993年10月。ISBN 4-87100-219-5。